# Caroline Ouellette
Caroline Ouellette OC (* 25. Mai 1979 in Montreal, Québec) ist eine kanadische Eishockeyspielerin, die zuletzt bis 2018 für die Les Canadiennes de Montréal in der Canadian Women’s Hockey League spielte. Die Stürmerin gehörte zwischen 1999 und 2015 zum Aufgebot der kanadischen Nationalmannschaft und gewann mit dieser sechs Weltmeistertitel und vier Goldmedaillen bei Olympischen Winterspielen.

## Karriere

### Jugend und Anfänge in der NWHL
Caroline Ouellette begann im Alter von zehn Jahren mit dem Eishockeyspielen und war in ihrer Jugend parallel auch als Softball-Spielerin aktiv. So vertrat sie ihre Heimatprovinz Québec bei den Canada Games 1995 im Eishockey und 1997 im Softball. Im selben Jahr gewann sie mit der U18-Mannschaft Québecs ihre erste Goldmedaille bei den kanadischen Meisterschaften.
Zur Saison 1998/99 schloss sich Ouellette den Bonaventure Wingstar aus der neu gegründeten National Women’s Hockey League an, die sich zur folgenden Saison in Montréal Wingstar umbenannten. Bereits in ihrer Debütsaison etablierte sich die 19-Jährige als eine der offensivstärksten Spielerinnen der Liga und belegte in der Scorerwertung den zweiten Platz. Parallel vertrat sie die Provinz Québec bei den Esso Women’s Nationals, den kanadischen Amateurmeisterschaften, und gewann dort 1999 und 2002 die Goldmedaille.

### College
Nachdem sie ein Jahr an der Concordia University in Montreal verbracht hatte, besuchte Ouellette ab 2001 die US-amerikanische University of Minnesota Duluth und spielte drei Jahre lang für deren Eishockeymannschaft, die Bulldogs, in der National Collegiate Athletic Association. Diese Zeit schloss Ouellette mit einem Schnitt von über zwei Scorerpunkten pro Spiel ab und stellte mit 137 Assists aus 97 Spielen einen bis heute gültigen Schulrekord auf. In ihrer Debütsaison gewann sie mit den Bulldogs die NCAA-Meisterschaft und wurde als wertvollste Spielerin des Finalturniers ausgezeichnet. Zwei Jahre später war die Kanadierin an über 60 Prozent der Tore ihrer Mannschaft beteiligt und wurde als eine von drei Finalistinnen für den Patty Kazmaier Memorial Award nominiert, der jährlich an die beste Spielerin im College-Eishockey vergeben wird.
Zur Saison 2007/08 kehrte sie gemeinsam mit Julie Chu als Assistenztrainerin zur Mannschaft zurück. In einer Abstimmung 2009 wurde Ouellette von der WCHA ins All-Star-Team der vergangenen Dekade gewählt.

### Minnesota Whitecaps und Montreal Stars

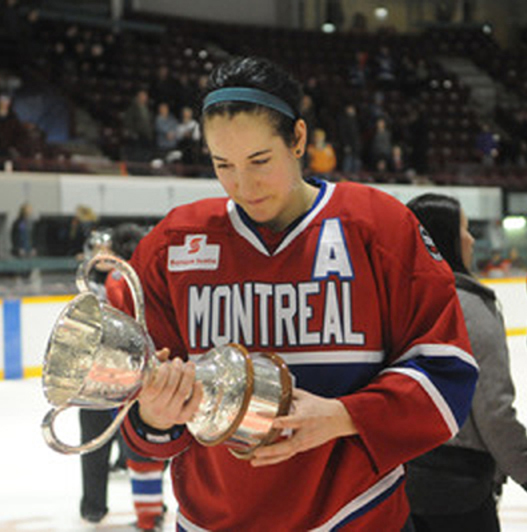
Caroline Ouellette mit dem Clarkson Cup 2011

Nach ihrem College-Abschluss spielte Ouellette kurzzeitig wieder für ihre ehemalige Mannschaft aus der NWHL, die sich inzwischen in Montreal Axion umbenannt hatte, und gewann mit dieser 2006 die Meisterschaft der Liga. Anschließend schloss sie sich den Minnesota Whitecaps aus der Western Women’s Hockey League an, bevor sie 2008 wieder in ihre Heimatstadt zurückkehrte.
Seit 2008 spielt sie für die Stars de Montréal (seit 2015 Les Canadiennes de Montréal) in der Canadian Women’s Hockey League. Mit diesen gewann sie viermal (2009, 2011, 2012 und 2017) den Clarkson Cup, das Äquivalent zum Stanley Cup im Fraueneishockey, und wurde 2009 und 2012 als MVP der Endspiel-Serie ausgezeichnet. In der regulären Saison erreichte die Kanadierin in der Saison 2010/11 erstmals die Spitze der Scorerwertung (Angela James Bowl) und wurde, wie bereits 2009, zur wertvollsten Spielerin gewählt.
2017 setzte sie zeitweise vom Spielbetrieb aus, um ihr erstes Kind zu empfangen. Ende Januar 2018 kehrte sie in den Kader der Canadiennes zurück.

### International
Caroline Ouellette war 1996 Teil der ersten kanadischen U19-Nationalauswahl der Frauen, wo sie unter anderem gemeinsam mit der späteren Eisschnellläuferin Cindy Klassen auf dem Eis stand. Seit 1999 spielt sie in der kanadischen Nationalmannschaft, war ab 2006 Assistenzkapitänin und bei den Olympischen Winterspielen 2014 Mannschaftskapitänin. Im Jahr 2013 erreichte sie die Marke von 200 Länderspielen.
Ihren ersten Erfolg auf internationaler Ebene erreichte Ouellette mit dem Team Canada bei der Weltmeisterschaft 1999 in Finnland, wo sie als jüngste Spielerin im Kader die Goldmedaille gewann. Auch in den Jahren 2000, 2001, 2004, 2007, 2012 wurde sie mit der Mannschaft Weltmeister und erzielte im Finalspiel 2012 das Siegtor in Overtime. 2005, 2008, 2009, 2011, 2013 und 2015 gewann sie die Silbermedaille.
Bei den Olympischen Winterspielen gewann Ouellette 2002, 2006, 2010 und 2014 jeweils die Goldmedaille. Neben ihren Mannschaftskameradinnen Jayna Hefford und Hayley Wickenheiser, dem sowjetischen Biathleten Alexander Tichonow und der deutschen Eisschnellläuferin Claudia Pechstein ist Ouellette damit eine von fünf Athleten, die bei Winterspielen vier Olympiasiege in Folge erreichen konnten.
Mit dem Jahrgang 2023 wurde Ouellette in die IIHF Hall of Fame aufgenommen.

## Erfolge und Auszeichnungen
| - 1998 NWHL First All-Star Team - 2003 NCAA-Division-I-Championship mit der University of Minnesota Duluth - 2009 Most Valuable Player der CWHL - 2009 Clarkson-Cup-Gewinn mit den Stars de Montréal - 2009 Most Valuable Player des Clarkson Cups - 2011 Angela James Bowl (Topscorerin der CWHL) | - 2011 Most Valuable Player der CWHL - 2011 Clarkson-Cup-Gewinn mit den Stars de Montréal - 2012 Clarkson-Cup-Gewinn mit den Stars de Montréal - 2012 Most Valuable Player des Clarkson Cups - 2017 Clarkson-Cup-Gewinn mit den Les Canadiennes de Montréal |

### International
| - 1999 Goldmedaille bei der Weltmeisterschaft - 2000 Goldmedaille bei der Weltmeisterschaft - 2001 Goldmedaille bei der Weltmeisterschaft - 2002 Goldmedaille bei den Olympischen Winterspielen - 2004 Goldmedaille bei der Weltmeisterschaft - 2004 Bester Plus/Minus-Wert der Weltmeisterschaft - 2005 Silbermedaille bei der Weltmeisterschaft - 2005 Beste Vorlagengeberin der Weltmeisterschaft - 2006 Goldmedaille bei den Olympischen Winterspielen - 2007 Goldmedaille bei der Weltmeisterschaft - 2008 Silbermedaille bei der Weltmeisterschaft | - 2009 Silbermedaille bei der Weltmeisterschaft - 2010 Goldmedaille bei den Olympischen Winterspielen - 2010 Beste Vorlagengeberin der Olympischen Winterspiele - 2011 Silbermedaille bei der Weltmeisterschaft - 2012 Goldmedaille bei der Weltmeisterschaft - 2013 Silbermedaille bei der Weltmeisterschaft - 2014 Goldmedaille bei den Olympischen Winterspielen - 2015 Silbermedaille bei der Weltmeisterschaft - 2023 Aufnahme in die IIHF Hall of Fame - 2023 Aufnahme in die Hockey Hall of Fame |

## Karrierestatistik

### International
(Legende zur Spielerstatistik: Sp oder GP = absolvierte Spiele; T oder G = erzielte Tore; V oder A = erzielte Assists; Pkt oder Pts = erzielte Scorerpunkte; SM oder PIM = erhaltene Strafminuten; +/− = Plus/Minus-Bilanz; PP = erzielte Überzahltore; SH = erzielte Unterzahltore; GW = erzielte Siegtore; 1 Play-downs/Relegation; Kursiv: Statistik nicht vollständig)

## Privates
Ouellette ist mit der Eishockeyspielerin Julie Chu verheiratet. Im November 2017 gab das Paar die Geburt ihrer ersten Tochter bekannt.